# 마르셀 모이즈
마르셀 조제프 모이즈(프랑스어: Marcel Joseph Moyse, 1889년 5월 17일 ~ 1984년 11월 1일)는 프랑스의 플루트 연주자였다. 모이스는 파리 음악원에서 공부했고 모두 그들의 시대에 플루트 거장들이었던 필리프 고베르, 아돌프 헤네뱅, 그리고 폴 타파넬의 학생이었다. 모이스는 다양한 파리 오케스트라들에서 주요 플루트를 연주했고 독주자로서 널리 나타났고 많은 녹음들을 했다. 그의 트레이드마크인 음색은 맑고, 유연하고, 관통적이고, 빠른 비브라토에 의해 통제되었다. 이것은 전세계 플루트 연주자들에게 현대의 기준에 영향을 미쳤던 플루트 연주의 '프랑스 양식'의 특징이었다.
모이즈는 퀘벡 뒤 몽레알 음악원의 교수진에서 가르쳤고, 버몬트의 말버러 음악 학교와 축제의 설립자였다. 모이는 그의 학생들에게 "플루트를 연주하는 방법이 아니라, 음악을 만들기 위해" 열심히 가르쳤다. 그의 학생들 중에는 제임스 골웨이, 폴라 로비슨, 트레버 와이, 윌리엄 베넷, 캐롤 윈센트, 버나드 골드버그, 로버트 에이트켄, 아서 키티, 카렌 레이놀즈, 셉션 페인, 줄리아 보고라드가 있었다. 모이즈는 맥기니스와 마르크스가 출판한, 드 라 소노라이트와 해석을 통한 음색 개발을 포함하여, 많은 플루트 연구를 저술했다.